# Homoneura trifasciata
Homoneura trifasciata är en tvåvingeart som först beskrevs av Meijere 1910.  Homoneura trifasciata ingår i släktet Homoneura och familjen lövflugor. Inga underarter finns listade i Catalogue of Life.